# Робинсон, Фрэнкс
Фрэнкс Лаббок Робинсон (англ. Franks Lubbock Robinson; 30 марта 1886, Ратдрам, Ленстер — 5 ноября 1949, Сент-Брелад) — ирландский хоккеист на траве, нападающий. Серебряный призёр летних Олимпийских игр 1908 года.

## Биография
Фрэнкс Робинсон родился в 1886 году в британской деревне Ратдрам (сейчас в Ирландии).
Учился в школе и колледже в Дублине. Играл в хоккей на траве за «Мэллоун».
В 1908 году вошёл в состав сборной Ирландии по хоккею на траве на летних Олимпийских играх в Лондоне и завоевал серебряную медаль, которая пошла в зачёт Великобритании, в состав которой тогда входила Ирландия. Играл на позиции нападающего, провёл 2 матча, забил 1 мяч в ворота сборной Уэльса.
В 1914 году поступил на службу в Королевскую армию Великобритании. Участвовал в Первой мировой войне, служил в морской артиллерии в Ипре. В сентябре 1915 года награждён Военным крестом. В дальнейшем служил в британских ВВС. В 1921 году награждён Крестом «За выдающиеся лётные заслуги».
В 1933 году назначен адъютантом короля Георга VI. В 1939 году вышел в отставку.
Умер 5 ноября 1949 года в приходе Сент-Брелад на Джерси.